# E@I

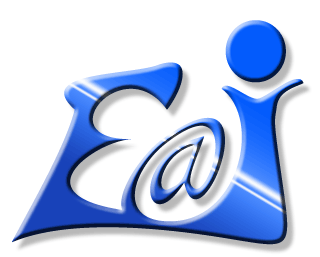
E@I의 로고.

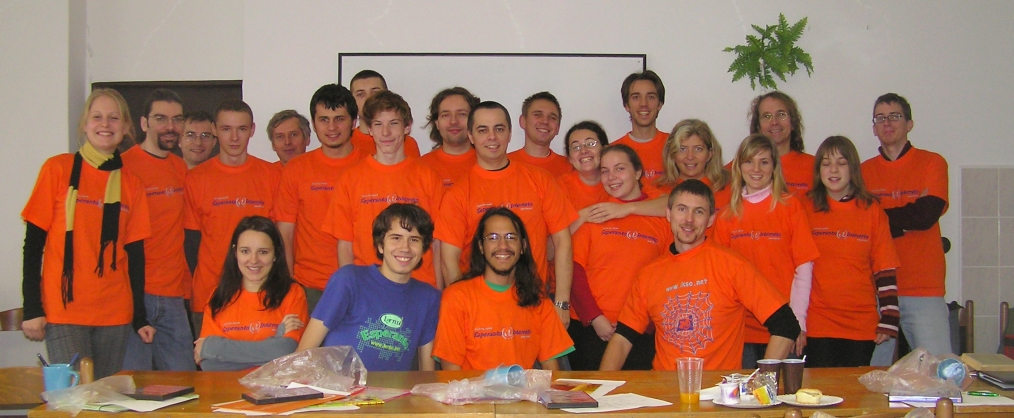
2006년 11월 E@I 세미나 참가자

E@I는 젊은층들의 인터넷 기술과 언어 이용을 지원하는 국제 비영리 비정부 기구이다.